# Mota-Wiesel
Mota-Wiesel is een historisch merk van motorfietsen.
De bedrijfsnaam was: Mota-Maschinenbau GmbH, Nagold, Württemberg.
Dit was een Duits merk dat oorspronkelijk Motra-Wiesel heette. Men produceerde er een soort tussenweg tussen een motorfiets en een scooter, met tweetaktblokjes van 75- en 98 cc. Mogelijk is dit hetzelfde bedrijf dat ook als Mota bekend was. De productie liep van 1948 tot 1952.